# Walter Loske
Walter Loske, né le 28 août 1942 à Rinn, est un footballeur autrichien, qui évoluait comme attaquant.
Formé au Blau-Weiss Gottschee SC, il joue la majorité de sa carrière en Belgique, sous le maillot du FC Bruges. Il met un terme à sa carrière de joueur en 1971, et devient responsable du matériel au Sturm Graz jusqu'à sa pension en 2007. Son frère ainé Helmut lui aussi était un attaquant évoluant au Grazer AK.

## Carrière
Walter Loske effectue sa formation au Blau-Weiss Gottschee SC, et un transfert à Grazer AK en 1962. Il y est intégré ensuite dans l'équipe première, avec laquelle il fait ses débuts. En 1963, il quitte l'Autriche pour la Belgique, où il est transféré par le FC Bruges. Rapidement aligné comme titulaire dans l'attaque brugeoise, il joue la première rencontre européenne de l'Histoire du club, et remporte également la première Coupe de Belgique du FC Bruges, en 1968. En 1970, ayant perdu sa place dans l'équipe de base, il décide de rentrer au pays et rejoint le Sturm Graz, rival de son club formateur. Il y joue un an avant de ranger ses crampons. Il devient ensuite le responsable du matériel, poste qu'il occupe jusqu'en 2007, année de sa pension.

### Palmarès
- Vainqueur de la Coupe de Belgique en 1968 avec le FC Bruges.

### Statistiques par saison
| Saison    | Club      | Pays  | Championnat | Championnat | Coupe   | Coupe | Europe  | Europe | Total   | Total |
|           |           |       | Matches     | Buts        | Matches | Buts  | Matches | Buts   | Matches | Buts  |
| --------- | --------- | ----- | ----------- | ----------- | ------- | ----- | ------- | ------ | ------- | ----- |
| 1963-1964 | FC Bruges |       | 29          | 5           | 3       | 2     | 0       | 0      | 32      | 7     |
| 1964-1965 | FC Bruges |       | 24          | 0           | 2       | 3     | 0       | 0      | 26      | 3     |
| 1965-1966 | FC Bruges |       | 14          | 2           | 1       | 0     | 0       | 0      | 15      | 2     |
| 1966-1967 | FC Bruges |       | 18          | 6           | 2       | 0     | 0       | 0      | 20      | 6     |
| 1967-1968 | FC Bruges |       | 26          | 8           | 6       | 3     | 1       | 0      | 33      | 11    |
| 1968-1969 | FC Bruges |       | 22          | 0           | 5       | 1     | 1       | 0      | 28      | 1     |
| 1969-1970 | FC Bruges |       | 9           | 0           | 1       | 1     | 1       | 0      | 11      | 1     |
| TOTAL     | TOTAL     | TOTAL | 142         | 21          | 20      | 10    | 3       | 0      | 165     | 31    |